# 吳襄
吳襄（1592年—1644年 ），一作吳驤，字兩環，高郵州人，明朝天啟二年（1622年）武進士。吳三桂之父。

## 生平
崇禎時任遼東總兵，是祖大壽的部屬、妹夫。
崇禎四年（1631年）八月，後金大汗皇太極發動“大凌河之役”，吳襄赴援時逃亡，導致全軍覆滅，祖大壽降清，孫承宗罷黜，吳襄下獄，擢吳三桂為總兵。崇禎十六年（1643年）十一月，薊遼總督王永吉代為請求，崇禎帝批准“給吳襄俸廩”。
崇禎十七年（1644年）三月初，流寇事變，闖王李自成破大同、真定，朝廷起用吳襄提督京營，史稱“秦寇勢迫，調襄入京協守”，甲申之變，流寇破燕京，活捉吳襄，李自成派部將唐通以四萬兩銀犒賞吳三桂軍，並脅吳襄作書招降吳三桂。
四月二十二日，吳三桂引清兵入關，阿濟格、多鐸大敗李自成於“山海關之戰”，多爾袞封吳三桂為“平西王”，追擊李自成，再敗李自成於望都。
李自成大怒，在永平（今河北盧龍双望镇）城西范家庄斬殺吳襄，並將吳襄的首級懸掛在高竿上示眾。四月二十六日，李自成回師燕京，吳家三十四口遭到族滅。吳三桂則一路追擊李自成，直下武昌始還。